# Ophryotrocha longidentata
Ophryotrocha longidentata är en ringmaskart som beskrevs av Josefson 1975. Ophryotrocha longidentata ingår i släktet Ophryotrocha, och familjen Dorvilleidae. Arten är reproducerande i Sverige. Inga underarter finns listade.